# Kurt Josef Schildknecht
Kurt Josef Schildknecht (* 18. Juli 1943 in Frauenfeld TG) ist Schauspieler und Regisseur und war zwischen 1991 und 2006 Generalintendant und Geschäftsführer des Saarländischen Staatstheaters.
Ursprünglich Schauspieler, unter anderem in Peter Zadeks Ensemble am Schauspielhaus Bochum, begann er in den 1970er Jahren seine Karriere als Regisseur und Künstlerischer Leiter der Luzerner Freilichtspiele. 1976 wechselte er als Oberspielleiter an die Bühnen Graz und als fester Regisseur ans Theater in der Josefstadt in Wien. Gastinszenierungen führten ihn an Häuser in der Schweiz (unter anderem Basel) und in Deutschland (Badisches Staatstheater Karlsruhe, Hessisches Staatstheater Darmstadt sowie Saarländisches Staatstheater). In dieser Zeit widmete er sich neben den Klassikern auch jüngeren Dramatikern wie Elfriede Jelinek und Samuel Beckett.
1985 begann er seine freischaffende Karriere, die ihm weitere Arbeiten am Theater in der Josefstadt erlaubte. Zudem gastierte er auch am Wiener Volkstheater, der Nürnberger Oper, dem Landestheater Salzburg, in Bern, an der Genfer Oper und erneut am Saarländischen Staatstheater. Aus dieser Zeit sind etliche Arbeiten beim Österreichischen Rundfunk dokumentiert (vor allem Faust), für den er auch als Hörspielregisseur tätig war.
Neben der Leitung der Berner Dramatikerwerkstatt 1988 hatte Schildknecht einen Lehrauftrag an der Schauspielakademie Zürich.
Während seiner Generalintendanz brachte er auch selbst zahlreiche Produktionen auf die Bühnen des Saarländischen Staatstheaters, so zum Beispiel im Schauspiel «Faust I» und «Faust II» sowie «Iphigenie auf Tauris» (Johann Wolfgang von Goethe), «Medea» (Euripides), «Die Perser» (Aischylos) und «Oidipus/Antigone», «Le Tartuffe» (Molière), «Leben des Galilei» (Bertolt Brecht).
Ein besonderer Erfolg wurde Terrence McNallys «Meisterklasse Maria Callas», das sechs Spielzeiten in Folge auf dem Spielplan stand. Seine letzte Inszenierung am Saarländischen Staatstheater galt Dürrenmatts «Der Besuch der alten Dame». Auch im Bereich der Oper hat er etliche eigene Inszenierungen vorzuweisen: neben weiteren «Salome», «Der Rosenkavalier» und «Arabella» (Richard Strauss), «La traviata» (Giuseppe Verdi) und zuletzt «Aufstieg und Fall der Stadt Mahagonny» (Kurt Weill). Zudem wurde während seiner Intendanz eine äußerst erfolgreiche Musicalreihe etabliert, im Rahmen derer er selbst die Uraufführung von Frank Nimsgerns «Paradise of Pain» (1998) sowie «Les Misérables» (2002) in Szene setzte.
Nach einem längere Zeit andauernden Streit mit dem seinerzeitigen saarländischen Kultusminister Jürgen Schreier wegen beabsichtigter Etatkürzungen beendete Schildknecht 2006 seine Intendanz in Saarbrücken. Seit diesem Zeitpunkt ist Kurt Josef Schildknecht wieder freischaffend tätig.
Er ist verheiratet mit der Sopranistin Barbara Gilbert.